# Codonopsis dicentrifolia
Codonopsis dicentrifolia är en klockväxtart som först beskrevs av Charles Baron Clarke, och fick sitt nu gällande namn av William Wright Smith. Codonopsis dicentrifolia ingår i släktet Codonopsis, och familjen klockväxter. Inga underarter finns listade i Catalogue of Life.